# Łany (rejon pustomycki)
Łany – wieś na Ukrainie w rejonie lwowskim (wcześniej w rejonie pustomyckim) należącym do obwodu lwowskiego. Przez wieś przebiega ukraińska droga krajowa N09.
Znajduje tu się przystanek kolejowy Dmytrze, położony na linii Lwów – Stryj – Batiowo. 
W II Rzeczypospolitej wieś w powiecie lwowskim województwa lwowskiego. W 1944  nacjonaliści ukraińscy z OUN-UPA zamordowali tutaj 20 Polaków oraz 2 Ukraińców za pomaganie Polakom